# Monforte d’Alba
Monforte d’Alba – miejscowość i gmina we Włoszech, w regionie Piemont, w prowincji Cuneo.
Według danych na rok 2004 gminę zamieszkiwało 1917 osób, 76,7 os./km².